# (9133) d’Arrest
(9133) d’Arrest ist ein Asteroid des Hauptgürtels, der am 25. September 1960 von den  niederländischen Astronomen Cornelis Johannes van Houten, Ingrid van Houten-Groeneveld und Tom Gehrels am Palomar-Observatorium (Sternwarten-Code 675) in Kalifornien entdeckt wurde.
Der Asteroid gehört zur Eunomia-Familie, einer nach (15) Eunomia benannten Gruppe, zu der vermutlich fünf Prozent der Asteroiden des Hauptgürtels gehören.
(9133) d’Arrest wurde am 2. April 1999 nach dem deutsch-dänischen Astronomen Heinrich Louis d’Arrest (1822–1875) benannt, der mehrere Kometen, den Asteroiden (76) Freia sowie 342 Deep-Sky-Objekte und 1846 gemeinsam mit Johann Gottfried Galle den Planeten Neptun entdeckte.